# Love, Springfieldian Style
Love, Springfieldian Style, titulado Amor al estilo de Springfield en Hispanoamérica y Amor al estilo Springfieldiano en España, es un episodio perteneciente a la decimonovena temporada de la serie animada Los Simpson. Fue estrenado en Estados Unidos el 17 de febrero de 2008, tres días después del Día de San Valentín mientras que en Hispanoamérica su estreno fue el 10 de agosto de 2008. Es la décima trilogía de la serie (sin contar los especiales de Halloween), e incluye tres historias sobre romances: Marge y Homer interpretan a Bonnie and Clyde así como a La Dama y el Vagabundo, mientras que Nelson y Lisa interpretan a Sid Vicious y Nancy Spungen. Fue escrito por Don Payne y dirigido por Raymond S. Persi.

## Sinopsis
Todo comienza en un ambiente romántico en Springfield con varios personajes como protagonistas del amor. Y en la tarde del día de San Valentín como para celebrar el día, Homer lleva a Marge y su familia a una feria, en donde Marge le pregunta si este sitio tiene algo de romántico. Y es cuando los niños se van a divertir solos en la feria dejando solos a Homer y Marge los cuales, se sienten muy bien.
Tanto Homer como Marge, deciden subirse en una atracción llamada el "Túnel del Amor". Dentro del túnel, los dos disfrutan de la mutua compañía (aunque el ambiente era de terror). Pero Bart trata de fastidiar el momento de felicidad de sus padres arrojando un galón de gelatina al agua (aunque Lisa quiso impedirlo), causando que el bote de Marge y Homer se detenga. Ambos atrapados, Homer decide que para pasar el tiempo, le cuenta a Marge una historia de amor: Bonnie y Clyde.

### Bonnie y Clyde
En 1933, durante la Gran Depresión, Bonnie Parker (Marge) rechaza a un hombre que trataba de llamar su atención (Cletus), diciéndole que deseaba a alguien interesante. Entonces, llega Clyde Barrow (Homer), y éste tenía que robar una tienda para demostrar que tan valiente era delante de Marge. Y después de robar una tienda (de la cual era uno de los dueños, irónicamente), los dos huyen. Clyde descubre que la pasión de Bonnie es la violencia, por lo que los dos deciden ir a cometer crímenes, robando bancos. Después de engañar a un ciudadano (Ned Flanders) para que los ayude, los dos se hacen muy populares en el país por ser criminales. Pero con el pasar del tiempo, el ciudadano engañado pronto descubre qué había pasado, pero considera que no era bueno entregarlos debido a la Gran Depresión, pero al saber que Bonnie y Clyde no eran casados, decide delatarlos y va a la policía. Pronto llegan a escena, los policías de Luisiana, quienes accidentalmente, disparan a Flanders. Posteriormente, matan a Bonnie y a Clyde con metralletas. Mientras es tiroteado, Clyde le pide matrimonio a Bonnie pero ésta le dice a Clyde que anda buscando un hombre más interesante, por lo que empieza a coquetear con el jefe de la policía y éste corresponde a sus palabras pero Clyde le dice que ella es su chica lo que hace que el jefe se sienta frustrado. Terminado su tiroteo, el jefe procede a disparar contra las aves que se comían los cadáveres de Bonnie y Clyde (y Homer hace una mímica sobre esta escena).
Bart y Lisa llegan al bote de Marge y Homer, en donde Marge cuenta una historia de dos perros enamorados, llamada Shady y Vamp.

### Shady y Vamp
Shady (Marge) es una perra que pertenece a la realeza, muy rica y rodeada de lujos. Pero Vamp (Homer) es un perro callejero aunque está enamorado de Shady y la espía desde lo lejos, mientras habla con su amigo perro (Moe) diciendo que conseguiría conquistarla. Y en su intento de coquetear con ella, es golpeado por un grupo de niños. Shady consuela a Vamp, pero éste aprovecha en invitarla a salir. Los dos van a Luigi's, donde Luigi Risotto, les prepara una romántica cena en la que comen pasta, pero al final, Shady y Vamp huyen junto a otras parejas de animales del sitio porque el departamento de salubridad nota que Luigi le daba de comer a los animales como si fuesen humanos. La feliz pareja huye hacia una colina y pasan la noche entera. Por la mañana, Shady despierta sintiendo náuseas, y Vamp (sabiendo que está embarazada) finge ser un perro de caza para escapar de Shady, logrando su cometido. En un musical titulado "Any minute now", los dos perros esperan que el otro regrese, a pesar de que los dos gatos que viven con Shady (Patty y Selma) la convencen de que Vamp nunca volverá. Mientras tanto, el perro que es amigo de Vamp (Moe) lo convence de que Shady jamás regresaría. Pasando algún tiempo después, los cachorritos de Shady (Bart y Lisa) desean tener un padre pero Shady solamente los regaña por pensar así, haciendo que Shady se sienta triste. Pero los cachorritos deciden ir a buscar a su padre. Y mientras iban buscando en las calles, Vamp los ve pero se esconde. Pero en un instante, el perrero (Willie) se los lleva como parte de su trabajo, haciendo que Vamp se sienta preocupado. Mientras están enjaulados los cachorritos junto con otros perros, el perrero les dice que ha de matarlos pero al momento en que el perrero alimenta a los enjaulados, sale Vamp para atacar al perrero y de esa manera, rescatar a su hijos. Vamp, luego, los devuelve a su hogar y se reúne con Shady, pidiendo y rogando si pudiera quedarse con ella y sus cachorritos, y Shady accede pero ella le informa que no tienen dos, sino once cachorros en su casa, lo que hace que Vamp se sienta incómodo pero resignado.
Terminado esa historia, Bart empieza con otra historia de la época de Donny y Marie y de The Brady Bunch, algo como de la época de los Sex Pistols.

### Sid y Nancy
Nancy Spungen (Lisa), una joven estudiante modelo estadounidense, se da un paseo por Londres en compañía de su amigo Milhouse, quien busca que Nancy estudie con él para estar más cerca de ella. Pero Nancy toma las palabras de Milhouse sin importancia y decide entrar a un bar (aunque Milhouse le dice que no porque su manual lo prohibía). Y allí, se presentaba el grupo de punk rock llamados: Los Sex Pistols, en donde halla interés en el excéntrico bajista, Sid Vicious (Nelson) después de que éste había golpeado a un fanático con su bajo. Pero al inicio, se resigna porque no cree que él se fijara en ella. Mientras Nancy estaba saliendo del bar, se encuentran a Otto, el traficante de chocolate (Otto) el cual, le ofrece una variedad de chocolates y Milhouse le reclama que el chocolate es sólo para gente derrotista como músicos. Y Nancy escucha lo que dijo Milhouse y acepta un chocolate y corre de nuevo al bar, mientras que Milhouse le mentía a Otto diciendo que Nancy es su novia, por lo que Otto le exige que pague por el chocolate de Nancy. Y al momento de la transacción, la policía arresta a Milhouse por compra de chocolate, felicitando a Otto por actuar de encubierto. Pero la banda de los Sex Pistols se reunía para beber, aparece un inglés totalmente extraño (Martin) el cual, cambia la canción de la rockola por una que le gusta a él. Por lo que termina siendo golpeado e introducido adentro de la rockola. Y ahí aparece Nancy. Y Sid nota que es un "ave" nerd estadounidense. Pero Nancy presume de que un "ave" nerd nunca traería consigo chocolate. Pero Johnny Rotten (Bart) se enfada con Nancy porque repite las palabras "ave nerd" y le dice que el chocolate es para aburridos. Pero Sid siente las ganas de probar el chocolate para ver qué tan aburrido era. Por lo que come el chocolate en compañía de Nancy. Notan es que muy "aburrido" pero enseguida Nancy revela que tenía muchos chocolates por lo que tanto Nancy como Sid se vuelven adictos al chocolate y viven una vida sin control. Pronto, los Sex Pistols se enojan contra Sid por su adicción y falta a los ensayos de la banda, a tal punto que Steve Jones (Jimbo) le dice a Johnny que cometió un error con Sid. Hasta que llega la oportunidad de tocar su música en Texas. Pero Sid llega en el medio de la presentación después de un gran atracón de chocolate, y golpea un amplificador, el cual, al caer, golpea a Paul Cook (Dolph) (a pesar de que sobrevive y logra escapar sin lesiones). Enseguida, son abucheados y atacados por el público por culpa de Sid. Mientras tuvieron su reunión, Johnny están tan enfadado con Sid que le revienta la botella en la cabeza pero Nancy llega a defender a Sid, y les informa a los Pistols que Sid no los necesita, y que ella compondría sus canciones porque Sid dejaría la banda (aunque Nancy toma la decisión sin preguntárselo a Sid). Posteriormente, Sid y Nancy aparecen con una nueva imagen, tratando de cantar música suave, dando shows en CBGB (el bar del dependiente de la tienda de cómics) pero esto sólo genera desconcierto entre el público punk. Y terminan siendo echados del lugar luego de su terrible recital por Jeff. Pero ni a Nancy ni a Sid les importa que los echaran siempre y cuando, ellos se tuvieran el uno al otro. Y se dan un apasionado beso en medio del callejón.
El episodio termina con la escena en la que Homer arroja trozos de papel desde un bote de basura a Sid y a Nancy, mientras éste dice: "Feliz Día de San Valentín y cierren la boca". Los trozos que lanza de arriba, forman un corazón al final del episodio.